# La Bazeuge
La Bazeuge é uma comuna francesa na região administrativa da Nova Aquitânia, no departamento de Alto Vienne. Estende-se por uma área de 10,19 km². Em 2010 a comuna tinha 144 habitantes (densidade: 14,1 hab./km²).